# Yassine Benrahou
Yassine Otmane Benrahou (Le Blanc-Mesnil, 24 januari 1999) is een Frans-Marokkaans voetballer die doorgaans als Middenvelder speelt. Hij verruilde Girondins Bordeaux in 2020 voor Nîmes Olympique.

## Clubcarrière
Op 6 augustus 2018 tekende Benrahou zijn eerste prof-contract die tot medio 2022 duurt. Na drie seizoenen voor Girondins Bordeaux II gespeeld te hebben, maakt hij op 26 april zijn debuut voor het eerste in een 3-2 nederlaag tegen Olympique Lyon. Hij speelde in dat seizoen vier wedstrijden. Vanaf het seizoen 2019/20 sloot hij definitief aan bij de selectie van Girondins Bordeaux.

## Clubstatistieken
| Seizoen        | Club               | Competitie     | Competitie | Competitie | Beker | Beker | Internationaal | Internationaal | Totaal | Totaal |
| Seizoen        | Club               | Competitie     | Wed.       | Dlp.       | Wed.  | Dlp.  | Wed.           | Dlp.           | Wed.   | Dlp.   |
| -------------- | ------------------ | -------------- | ---------- | ---------- | ----- | ----- | -------------- | -------------- | ------ | ------ |
| 2018/19        | Girondins Bordeaux | Ligue 1        | 4          | 0          | 0     | 0     | -              | -              | 4      | 0      |
| 2019/20        | Girondins Bordeaux | Ligue 1        | 6          | 0          | 0     | 0     | -              | -              | 6      | 0      |
| 2019/20        | Nîmes Olympique    | Ligue 1        | 15         | 2          | 1     | 0     | -              | -              | 16     | 2      |
| Carrièretotaal | Carrièretotaal     | Carrièretotaal | 25         | 2          | 1     | 0     | 0              | 0              | 26     | 2      |

## Interlandcarrière
Benrahou werd geboren in het Franse Le Blanc-Mesnil. Hij bezit twee nationaliteiten, waardoor hij ook voor Frankrijk had mogen uitkomen. In 2018 gaf hij aan voortaan voor Marokko uit te willen komen. Hij speelde tot het heden één interland voor Marokko -20.
Hij speelde echter wel zeven jeugdinterlands voor Frankrijk.
2 Guessoum ·
6 Doukansy ·
7 Wade ·
8 Lorens ·
9 Mbina ·
11 Thoumin ·
12 Sacko ·
14 Mexique ·
16 Dias ·
17 Labonne ·
18 Picouleau ·
19 Sbaï ·
20 Delpech ·
21 Diallo ·
22 Mendy  ·
24 Doucouré ·
25 Burner ·
26 Sy ·
27 Ngakoutou ·
29 Paviot ·
30 Nazih ·
Coach: Bompard